# Heinrich-Heine-Preis des Ministeriums für Kultur der DDR
Der Heinrich-Heine-Preis des Ministeriums für Kultur der DDR wurde am 17. Februar 1956 als staatliche Auszeichnung gestiftet und einmal jährlich am 13. Dezember, Heines Geburtstag, für lyrische Werke und Werke der literarischen Publizistik verliehen. Die Höhe des Preises betrug seit 1979 10.000 und später 15.000 Mark. 1989 wurde der Preis nicht verliehen, dafür 1990 für beide Jahre. Das Ministerium für Kultur bestand bis Oktober 1990.

## Preisträger
- 1957: Karl Schnog, Walther Victor
- 1958: Max Zimmering, Bruno Kaiser
- 1959: Walter Stranka, Wieland Herzfelde
- 1960: Lothar Kusche, Gerd Semmer
- 1961: Armin Müller, Peter Edel
- 1962: Hermann Kant, Paul Wiens
- 1963: Heinz Kahlau, Vladimir Pozner
- 1964: Günther Deicke, Hugo Huppert
- 1965: Walter Werner, Heinz Knobloch
- 1966: Helmut Preißler, Bruno Frei
- 1967: Jens Gerlach, Günther Cwojdrak
- 1968: Inge von Wangenheim, Uwe Berger
- 1969: Helmut Hauptmann, Jo Schulz
- 1970: Manfred Streubel, Rolf Recknagel
- 1971: Volker Braun, Werner Neubert
- 1972: Stephan Hermlin, Hans Kaufmann
- 1973: Sarah Kirsch, Gerhard Holtz-Baumert
- 1974: Kito Lorenc, Richard Christ
- 1975: Eva Strittmatter, Jean Villain
- 1976: Dieter Süverkrüp, Heinz Czechowski
- 1977: Gisela Steineckert, Jan Koplowitz
- 1978: Egon Richter
- 1979: Jürgen Rennert
- 1980: Rudolf Hirsch
- 1981: Renate Holland-Moritz
- 1982: John Erpenbeck
- 1983: Daniil Granin
- 1984: Bernt Engelmann
- 1985: Peter Gosse
- 1986: Landolf Scherzer
- 1987: Manfred Jendryschik
- 1988: Peter Rühmkorf
- 1989/90: Steffen Mensching, Hans-Eckardt Wenzel